# Roberto Burle Marx
Roberto Burle Marx (Sao Paolo, 4. kolovoza 1909. – Rio de Janeiro, 4. lipnja 1994.) bio je brazilski krajobrazni arhitekt, te slikar, ekolog, grafičar, prirodoslovac i glazbenik. Proslavio se projektiranjem i dizajnom perivoja, vrtova i parkova, te je uveo modernu krajobraznu arhitekturu u Brazil.

## Životopis
Roberto Burle Marx četvrti je sin Cecilie Burle, žene iz visokog sloja brazilskog društva porijeklom iz Pernambuca i Francuske, te Wilhelma Marxa, židovskog Nijemca, rođenog u Stuttgartu koji je odrastao u Trieru (rodnom mjestu Karla Marxa, rođaka njegovog djeda). Prvo zanimanje za krajobraze Burle Marx pobuđuje tokom studija slikarstva u Njemačkoj, gdje često posjećuje botanički vrt u Berlinu i proučava autohtono bilje Brazila. 
Pri povratku u Brazil sakuplja i sadi biljke u okolici svog doma. Polazio je Nacionalnu školu primijenjene umjetnosti u Riu 1930. gdje se posvetio vizualnoj umjetnosti pod Leom Putzom i Candidom Portinarijem, te je upoznao mnoge buduće predvodnike u brazilskoj arhitekturi, kao i botaničare, koji su kasnije imali velik utjecaj na njega. Jedan od njih je njegov profesor Lucio Costa, brazilski modernist. Godine 1932. Burle Marx oblikovao je svoj prvi krajobraz za privatnu rezidenciju koju su osmislili Costa i Gregori Warchavchik. Uz Costu, Burle Marx, je surađivao i s Oscarom Niemeyerom koji je projektirao Brazilski Paviljon za Izložbu u New Yorku 1939., te Pampulha compleks 1942., za koji Burle Marx oblikuje vrtove.
Godine 1949. kupuje 365,000m² imanja Barra de Guaratiba (odmah izvan Ria de Janeira). S nizom botaničara, krajobraznih arhitekata, arhitekata i drugih istraživača pravi ekspedicije u brazilske prašume kako bi sakupio uzorke bilja. Naučio je proučavati biljke in situ od botaničara Henriquea Lahmeyera de Mello Barreto, i uspostavio je svoj vrt, uzgajalište i zbirku tropskih biljaka u Guaratibi. Isto imanje donirao je 1985. brazilskoj vladi, te je danas nacionalni spomenik, poznato kao Sítio Roberto Burle Marx (Mjesto Roberta Burle Marxa), s preko 3.500 vrsta biljaka.
Roberto Burle Marx osnovao je studio krajobrazne arhitekture 1955., iste godine kada je osnovao i tvrtku Burle Marx & Cia. Ltda koja se također bavi krajobrazima. Velik dio njegova rada ima bezvremenske odlike i teži savršenstvu. Estetika koju koristi zasniva se na prirodi, te nikada ne miješa boje cvijeća, već koristi velike skupine istih biljnih vrsta. Imao je veliko zanimanje za svojstva pojedine vrste i njihov utjecaj na vrt u cjelini. Promatrač doživljava Burleove perivoje kao apstraktno slikarstvo, gdje su prepoznatljivi boja, ritam, oblik i svjetlost.
Godine 1956. otvara ured u Caracasu, Venezueli, a 1968. započinje rad s Joseom Tabacowom and Haruyoshijem Onom. Radio je na natječajima u Brazilu, Argentini, Čileu i mnogim drugim južnoameričkim državama, Francuskoj, Južnoj Africi, Washington D.C.-u i Los Angeles-u. Mnogi od njegovih radova nalaze se u Rio de Janeiru, te u manjoj mjeri u Braziliji. Karijera koja je trajala 62 godine završava 4. lipnja 1994. kada je umro, 2 mjeseca prije svog 85. rođendana.
Njegov doprinos botanici je velik, zahvaljujući vremenu koje je proveo u brazilskim prašumama, gdje je proučavao i otkrivao nove vrste. Barem oko 30 biljnih vrsti nosi njegovo ime. Također je bio aktivan u nastojanju da se očuvaju i zaštite prašume od razarajućih komercijalnih aktivnosti - deforestacije radi sadnje banana i usijeva, te drvne industrije.
Prema R. Vaccarinu, Marxov rad „može se sažeti u 4 općenita koncepta - korištenje tropske vegetacije kao konstruktivnog elementa, prekid simetrije u koncepciji otvorenih prostora, šarolika obrada hodnih površina i korištenje slobodnih formi elemenata vode” (Vaccarino 2000, str. 17.). Primjer je svakako promenada plaže Copacabana - gdje autohtono drveće i palme, otporni na morske povjetarce, čine grupacije uz Avenidu Atlanticu. Kameni portugalski mozaici ovdje tvore golemu apstraktnu sliku gdje nijedna sekcija uzduž promenade nije ista, te čini bogatu sliku za one koji ju gledaju s hotelskih balkona i promjenjive motive za one koji voze uzuž ceste. Vodeni motiv ovdje, dakako, čini sam ocean. Copacabana je danas jedna od svjetski poznatih plaža, i turističih vizura općenito.

## Radovi
- vrtovi javnih zgrada u Braziliji:

- Ministarstvo obrane - vodeni vrt i betonski oblici
- Ministarstvo vanjskih poslova - perivoj zgrade
- Ministarstvo obrazovanja - krovni vrt realiziran 1937. za kojeg je dobio brojne nagrade i priznanja

- promenada Copacabane - popločenje kamenim mozaikom
- Ibirapuera Park, São Paulo, 1954.
- Flamengo Park - veliki javni park u Rio de Janeiru (na bivšem deponiju)
- Palazzo di Venezia u Rimu - uređenje
- Parque del Este, Caracas, Venezuela
- Kaskadni vrtovi, Longwood Gardens, Pennsylvania
- Biscayne Boulevard, Miami, Florida (postumno dovršeno)
- Trg Perua, Buenos Aires, Argentina (uništen)
- Kuala Lumpur park centra grada, Kuala Lumpur, Malaysia
- Casa Forte Square (Praça de Casa Forte), Recife, Pernambuco-Brazil
- Cascata farma, Araras-Brazil
- Sítio Roberto Burle Marx, botanički vrt u Rio de Janeiru koji je 2021. godine uvršten na UNESCO-ov popis svjetske baštine